# Hans-Peter Behrens
Hans-Peter Behrens (* 1961 in Schwäbisch Gmünd) ist ein deutscher Politiker (Bündnis 90/Die Grünen). Seit November 2019 ist er Mitglied des Landtags von Baden-Württemberg.

## Leben
Behrens besuchte die Grundschule in Dietersweiler und die Realschule. Nach dem Abschluss mit der Mittleren Reife absolvierte er in Baden-Baden eine Ausbildung zum Radio- und Fernsehtechniker und arbeitete in Handwerk und Industrie. Seine weiterer beruflicher Werdegang führte ihn nach Karlsruhe, wo er sich mit der Fachhochschulreife weiterqualifizierte. Von 1987 bis 1992 schloss sich das Studium der Elektrotechnik an der Hochschule Offenburg an, das er als Elektroingenieur abschloss. Von 1992 bis zu seinem Eintritt in den Landtag 2019 arbeitete er als Abteilungs- und Sachgebietsleiter bei den Stadtwerken Baden-Baden.
Behrens engagierte sich zunächst in der studentischen Vertretung der Fachhochschule und wurde 2003 Mitglied der Partei Bündnis 90/Die Grünen. Er ist – mit kurzer Unterbrechung – seit 2004 Mitglied des Kreistags des Landkreises Rastatt, wo er von 2008 bis 2014 Vorsitzender der Grünen-Fraktion war. Von 2014 bis 2019 gehörte er der Verbandsversammlung des Regionalverbands Mittlerer Oberrhein an. Bei der Bundestagswahl 2009 kandidierte er für die Grünen im Wahlkreis Rastatt und erhielt 10,8 Prozent der Erststimmen. Bei der Bundestagswahl 2013 trat er als Listenkandidat an, bei den Landtagswahlen 2006, 2011 und 2016 jeweils als Zweitkandidat. Nachdem die Inhaberin des Direktmandats für den Landtagswahlkreis Baden-Baden, Beate Böhlen, im Oktober 2019 zur Bürgerbeauftragten für Baden-Württemberg gewählt wurde, rückte Behrens zum 1. November 2019 in den Landtag nach. Bei der Landtagswahl 2021 konnte er sein Direktmandat mit 32,6 Prozent der Stimmen verteidigen. Bei der Landtagswahl 2026 tritt er nicht erneut an.
Hans-Peter Behrens ist verheiratet.

## Mitgliedschaften
- Lebenshilfe der Region Baden-Baden/Bühl/Achern e.V.
- Naturschutzbund Deutschland e.V.
- Trägerverein Frauen und Kinderschutzhaus Baden-Baden und Landkreis Rastatt e.V.
- Ehrenbürger der Hochschule Offenburg